# Andrea Colasio
Andrea Colasio (Noventa Padovana, 2 novembre 1957) è un ex politico italiano.

## Biografia
Laureato in Scienze Politiche a Padova nel 1981 dal 1977 al 1984 è stato Vicepresidente del Quartiere Brenta-Venezia ed ha ricoperto l'incarico di Assessore alla Cultura, allo Sport ed agli Interventi Sociali presso la Provincia di Padova dal 1995 al 1998
Si candida per la prima volta alla Camera dei deputati nel 2001 all'interno della lista L'Ulivo in quota Margherita risultando eletto. Durante il primo mandato è stato Capogruppo della Margherita in Commissione Cultura e dall'8 ottobre 2003 al 27 aprile 2006 è stato segretario della Commissione Parlamentare d'Inchiesta sulle cause dell'occultamento di fascicoli relativi ai crimini nazifascisti.
Dal 2002 al 2006 è stato responsabile Nazionale del Dipartimento Cultura della Margherita.
Si ricandida alle elezioni politiche del 2006 viene eletto deputato della XV legislatura della Repubblica Italiana nella circoscrizione VII Veneto sempre nelle file de L'Ulivo. Ricopre l'incarico di Segretario della Commissione Cultura della Camera dei Deputati.
Nel 2009 viene nominato Assessore ai Musei, Politiche Culturali, Spettacolo e Castello Carraresi del comune di Padova nella terza giunta guidata da Flavio Zanonato, incarico che ricopre fino al 2014. Durante il mandato si prenderà per la riqualificazione del complesso monumentale del Castello dei Carraresi.
Nel 2014 aderisce a Scelta Civica per l'Italia del premier Mario Monti e si candida a Sindaco del Comune di Padova. Al secondo turno si allea con il candidato del Pd.
Nel 2017 sostiene la candidatura di Sergio Giordani a sindaco per il centro sinistra candidandosi in una lista civica di centro risultato il più votato della stessa raccogliendo 412 preferenze. Il 7 luglio viene scelto nuovamente, dopo l'esperienza nella giunta Zanonato, per ricoprire l'incarico di Assessore comunale alla Cultura, Musei, Edilizia Monumentale e Turismo nella giunta guidata dal nuovo sindaco Giordani. Come primo atto del suo assessorato ha promosso la candidatura della città a patrimonio UNESCO nel 2019.